# Resolució 325 del Consell de Seguretat de les Nacions Unides
La Resolució 325 del Consell de Seguretat de les Nacions Unides, aprovada el 26 de gener de 1973 després de reconèixer que el govern de l'oferta de Panamà feia el que calia per acollir el suport del Consell i el Grup Llatinoamericà per a aquesta idea, el Consell va decidir celebrar reunions a la ciutat de Panamà del 12 de març al març 21 de 1973. L'agenda d'aquestes reunions hauria de ser "Examen de mesures per al manteniment i l'enfortiment de la pau i la seguretat internacionals a Amèrica Llatina", de conformitat amb les disposicions i principis de la Carta de les Nacions Unides". El Consell va demanar al Secretari General de les Nacions Unides que iniciés negociacions amb el govern panameny per concloure un acord de conferència adequat.
El president del Consell va declarar que la resolució va ser aprovada per unanimitat en absència d'objeccions.